# Laurie Pace
Laurie Pace (ur. 9 lutego 1966 w Toronto) – maltańska judoczka. Trzykrotna olimpijka. Zajęła dwudzieste miejsce w Barcelonie 1992; trzynaste w 
Atlancie 1996 i odpadła w eliminacjach w Sydney 2000. Walczyła w wadze półśredniej i lekkiej.
Zajęła siódme miejsce na mistrzostwach świata w 1984; uczestniczka zawodów w 1991 i 1999. Startowała w Pucharze Świata w 1996, 1997 i 1999. Brązowa medalistka igrzysk Wspólnoty Narodów w 1990, a także mistrzostw Wspólnoty Narodów w 1992 roku. Zdobyła dwa złote medale na igrzyskach małych państw Europy.
Chorąży reprezentacji podczas ceremonii otwarcia na igrzyskach olimpijskich w 1992 i 2000 roku.

## Letnie Igrzyska Olimpijskie 1992
| Konkurencja | Eliminacje        | Klas. końcowa |
| Konkurencja | Przeciwnik I      | Miejsce       |
| ----------- | ----------------- | ------------- |
| 61 kg       | Jenny Gal (NED) P | 20.           |

## Letnie Igrzyska Olimpijskie 1996
| Konkurencja | Eliminacje             | Repasaże              | Klas. końcowa |
| Konkurencja | Przeciwnik I           | Przeciwnik I          | Miejsce       |
| ----------- | ---------------------- | --------------------- | ------------- |
| 61 kg       | Jung Sung-sook (KOR) P | Susann Singer (GER) P | 13.           |

## Letnie Igrzyska Olimpijskie 2000
| Konkurencja | Eliminacje            | Klas. końcowa |
| Konkurencja | Przeciwnik I          | Miejsce       |
| ----------- | --------------------- | ------------- |
| 57 kg       | Barbara Harel (FRA) P | I runda       |